# Тео ван Рейселберге
Тео ван Рейселберге, (нид. Théo van Rysselberghe, род. 23 ноември 1862 г. Гент – ум. 13 декември 1926 г. Сен Клер, Франция) е белгийски художник – поантилист. Освен с живопис, Тео ван Рейселберге се занимава така и със скулптура и графично изкуство.

## Живот и творчество
Тео ван Рейселберге е по-млад брат на архитекта Октав ван Рейселберге. Бъдещият художник учи заедно с Джеймс Енсор в Академията за художествени изкуства, Брюксел. Ранните творби на Тео ван Реселберге, изложени в брюкселския салон през 1881 година, указват на влияние от Едуард Мане и Едгар Дега.
Тео пътува до Мароко три пъти, и е очарован от цветовете и живота в Северна Африка.
Връща се в Белгия с 30 нарисувани картини, с които прави бум. Сприятелява се с Пол Синяк, който е френски художник неоимпресионист.

## Поантилизъм
Неговият известен „Портрет на Алиса Сеше“ (1888) в синьо и злато, се превръща в повратна точка в живота му. Този път той се стреми да изобрази единствено модела. По-късно Алиса се омъжва за скулптора Павел Дюбоа. Сестрата и, Мария Сеше, също е модел на Тео ван Рейселберге, и се омъжва за известния архитект Хенри Ван де Велде.
През този период той прави много неоимпресионистични портрети, като портретът на съпругата си Мария и дъщеря им Елизабет. Художникът се жени за Mари Моном през 1889 г. Те отиват на меден месец в южната част на Англия, а след това в Бретан. Това пътешествие също води до редица неоимпресионистични картини.
В Париж той се срещна с Тео Ван Гог и с него решават да поканят Винсент ван Гог за следващото изложение в Брюксел. Това е мястото, където Ван Гог продава „Червени лозя в Арл“ на Ана Розалия Бош, единствената картина, която той някога продава през живота си.
Отделно от портретите, Тео ван Рейселберге също рисува в този период много пейзажи и морски пейзажи: „Дюни“ (1893), „Дъгата“ (1894).
През 1882 художникът извършва дълго пътешествие до Испания и Мароко, където рисува екзотични платна. През 1883 година пътува из Франция и Белгия. По време на едно от пътешествията в Париж ван Рейселберге се запознава със Жорж Сьора и неговата поантилизтична техника на живопис, оказва на творчеството на белгиеца огромно влияние. Ван Рейселберге рисува като поантилист от 1890 до 1910. През 1897 той пристига в Париж. Едва след смъртта на своя учител и приятел Ж. Сьора той постепенно напуска поантилизма.
През 1895 той прави дълги пътувания до Атина и Константинопол, Унгария, Румъния, Москва и Санкт Петербург, за да направи плакати. Една известна негова творба е плакатът „Royal Palace Hotel, Ostende“ (1899).

## Галерия[3]
- „Съпругата на художника, Мария и дъщеря му Елизабет“
- „Портрет на госпожа Шарла Маус“
- „Фонтан в парк Сансуси в Потсдам“, 1903, Новата Пинакотека Мюнхен
- „ Арабска фантазия“

## Последни години
След 1903 г. поантилистичната техника, която той използва в продължение на толкова много години, стана по-ограничена и след 1910 г. я изоставя напълно. Неговите мазки стават по-дълги и той използва по-често по-ярки цветове и по-интензивни контрасти, или омекотени нюанси. Става майстор в прилагането на светлина и топлина в картините си.
Неговите „Маслинови дървета в близост до Ница“ (1905) ни напомнят за техниката, използвана от Винсент ван Гог. Тези дълги мазки в червено и лилаво стават забележими и в неговите „Къпещи се жени“ (1905).
След 1905 г. женските актови картини стават видни и в неговата монументална живопис: „След баня“ (1910).
Той продължава да живописва, предимно пейзажи от брега на Средиземно море, прави портрети (на съпругата, дъщеря си, и на брат си). През 1910 г. той получава поръчки за някои по-големи декоративни стенописи и цветни композиции за резиденция на богато семейство от Франция.
През същата година, художникът се преселва на средиземноморското крайбрежие на Франция и в своите последни години рисува основно женски актови – картини.
| „Полегнала жена с червена коса“ - Дейтън, щат Охайо, САЩ – (1900) Институт за изкуство | „Млада жена с червена панделка“ | „Етюд с четири къпещи се“ (1923) | „Седнала“ Албертина 1905 |
| -------------------------------------------------------------------------------------- | ------------------------------- | -------------------------------- | ------------------------ |
|                                                                                        |                                 |                                  |                          |

Картината „Лозя през октомври“ (1912) е рисувана в живи цветове като червено, зелено и синьо. Една от последните му творби е „Момиче във вана“ (1925).